# Jan Jacek Bruski
Jan Jacek Bruski (ur. 1969), polski historyk, doktor habilitowany  nauk humanistycznych w zakresie historii. Specjalność: historia powszechna XX w. Od  r. 2000 adiunkt w Zakładzie Historii Najnowszej Instytutu Historii Uniwersytetu Jagiellońskiego.

## Życiorys
Doktorat uzyskał w r. 1999  na podstawie pracy Centrum Państwowe Ukraińskiej Republiki Ludowej na wychodźstwie w latach 1919-1924. Monografia polityczna. Promotorem pracy był prof. dr hab. Michał Pułaski.  W roku 2011 uzyskał na podstawie pracy Między prometeizmem a Realpolitik. II Rzeczpospolita wobec Ukrainy Sowieckiej, 1921-1926 stopień naukowy doktora habilitowanego nauk humanistycznych w zakresie historii, specjalność : historia powszechna XX w.
Od 2000 Członek Komisji Wschodnioeuropejskiej Polskiej Akademii Umiejętności (Wydział II Historyczno-Filozoficzny). Członek Polsko-Czeskiego Towarzystwa Naukowego i Instytutu Kaszubskiego (od 2007).
Stypendysta The Ryoichi Sasakawa Young Leaders Fellowship Fund (dwukrotnie),  Fundacji na Rzecz Nauki Polskiej (dwukrotnie), Funduszu im. Adama Krzyżanowskiego, Fundacji z Brzezia Lanckorońskich, Funduszu im. Jana i Suzanne Brzękowskich (Biblioteka Polska w Paryżu).
Laureat nagrody Ministra Kultury i Sztuki (1999, konkurs „Ślady Pamięci”),  Nagrody Krajowej Przeglądu Wschodniego i nagrody indywidualnej Ministra Edukacji Narodowej (2001). Za pracę Między prometeizmem a Realpolitik. II Rzeczpospolita wobec Ukrainy Sowieckiej 1921-1926 otrzymał w 2010 roku nagrodę im. Henryka Wereszyckiego i Wacława Felczaka.
Autor prac nominowanych do nagród im. Jerzego Giedroycia (2002) i Nagrody Historycznej Polityki (2008).
Jego zainteresowania badawcze obejmują dzieje najnowsze Europy Środkowo-Wschodniej, ze szczególnym uwzględnieniem historii Ukrainy, Czech i Słowacji; historię dyplomacji i stosunków międzynarodowych okresu międzywojennego.

## Publikacje

### Monografie
1. Petlurowcy. Centrum Państwowe Ukraińskiej Republiki Ludowej na wychodźstwie, 1919-1924, Wydawnictwo Arcana, wyd. 1, Kraków 2000, wyd. 2, Kraków 2004, ISBN 83-86225-03-3. s. 600
2. Ukraina, seria: Historia państw świata w XX wieku, wyd. 2 uzupełnione, Wydawnictwo Trio, Warszawa 2006,  (razem z Andrzejem Chojnowskim), ISBN 978-83-7436-039-5.
3. Między prometeizmem a Realpolitik. II Rzeczpospolita wobec Ukrainy Sowieckiej 1921-1926, Kraków 2010, Wyd. Uniwersytet Jagielloński, ISBN 978-83-62261-13-0 s. 416.

### Edycje źródeł
1. Hołodomor 1932-1933. Wielki Głód na Ukrainie w dokumentach polskiej dyplomacji i wywiadu, wybór i opracowanie Jan Jacek Bruski, Wyd. Polski Instytut Spraw Międzynarodowych, Warszawa 2008, ISBN 978-83-89607-56-0 s. LXXXVIII+778+fot.
recenzja: Grzegorz Motyka, Polska wobec Wielkiego Głodu, „Nowa Europa Wschodnia” (Wrocław) 2009, nr 3-4, s. 171-175.

### Redakcja prac zbiorowych
1. Mezi dvěma transformacemi. Československo a Polsko v letech 1947(1948)–1989=Od transformacji do transformacji. Polska i Czechosłowacja w latach 1947(1948)–1989, red. Jan Jacek Bruski, Eduard Maur, Michał Pułaski, Jaroslav Valenta, Praha 2001, 238 s.
2. Procesy transformacyjne w Polsce i Czechosłowacji w latach 1944 (1945) – 1948 = Procesy transformace v Polsku a v Československu v letech 1944 (1945) – 1948, red. Jan Jacek Bruski, Eduard Maur, Michał Pułaski, František Svátek, Wrocław – Opole [bdw; 2004], 278 s.
3. Procesy transformacyjne w Polsce i Czechosłowacji/Czechach po 1989 roku = Transformační procesy v Polsku a v Československu/Česku po roce 1989, red. Jan Jacek Bruski, Eduard Maur, Michał Pułaski, Jiří Vykoukal, Wrocław [bdw; 2005], 294 s.